# Dielektrikum
A dielektrikum elektromosan szigetelő anyag, ami azt jelenti, hogy rossz az elektromos vezetőképessége, mert nincsenek benne szabad töltéshordozók. Az ilyen anyagok fajlagos ellenállása nagyobb, mint 108 Ωm.

## Alkalmazása
Tipikus alkalmazás, amikor a kondenzátor lemezei közé dielektrikumot helyeznek, hogy nagyobb legyen az elektromos kapacitása és az átütési feszültsége.
A jó dielektrikum poláros molekulái a külső elektromos tér rákapcsolásakor az erőtér irányába állnak be. Ez a dielektromos polarizáció jelensége, ami növeli a kondenzátor kapacitását.

## Jellemzői
A dielektrikumokra jellemző mennyiségek a dielektromos állandó vagy permittivitás, az elektromos szuszceptibilitás, a veszteségi szög és az átütési feszültség. Az iparban alkalmazott dielektrikumok nagyon magas átütési feszültségű, nagy szakítószilárdságú, vegyileg stabil, kúszóárammal szemben ellenálló anyagok. A χe szuszceptibilitás, vagy más néven dielektromos szuszceptibilitás, azt jellemzi, hogy a szigetelő mennyire polarizálódik külső elektromos tér hatására. A permittivitás, a szuszceptibilitás, és az adott közegben a  fény terjedési sebessége egymással összefüggő mennyiségek.

### Permittivitás
A síkkondenzátor kapacitása egyenesen arányos a benne levő dielektrikum permittivitásával:
{\displaystyle C=\varepsilon _{r}\varepsilon _{0}\cdot {A \over d},}
ahol C a kapacitás, εr a dielektrikum relatív permittivitása, {\displaystyle \varepsilon _{0}\approx 8{,}852\cdot 10^{-12}{{\mbox{As}} \over {\mbox{Vm}}}} a vákuum permittivitása, A a fegyverzetek felülete, és d a fegyverzetek közötti távolság.
Néhány anyag relatív permittivitása:
| paraffin           | 1,9 - 2,2 |
| csillám            | 4 - 8     |
| üveg               | 5 - 16    |
| porcelán           | 6 - 8     |
| speciális kerámiák | ~ 100     |
| bárium-titanát     | ~ 1000    |
| víz                | 81        |
| etil-alkohol       | 24        |
| petróleum          | 2,1       |
| levegő             | 1,000 59  |
| neoprén            | 6,7       |
| papír              | 3,7       |
| kvarc              | 4,3       |
| stroncium-titanát  | 300       |
| réz-oxid           | 18        |
| titán-dioxid       | ~ 80      |
| CaTiO3             | ~ 160     |
| (SrBi)TiO3         | ~ 1000    |
| benzol             | ~ 2,3     |
| nitrobenzol        | 37        |
| hidrogén           | 1,000264  |
| kén-dioxid         | 1,0099    |

A levegő relatív permittivitása jó közelítéssel egynek vehető, mert a gyakorlatban előforduló számolások pontossága ennél a közelítésnél rosszabb. A víz kiugróan magas permittivitása a vízmolekula erős polározottságának, és ebből következő nagy dipólusnyomatékának köszönhető.

### Veszteségi szög
A dielektromos veszteségi tényezőnek is nevezett δ veszteségi szög a {\displaystyle {\vec {D}}} dielektromos eltolás és az {\displaystyle {\vec {E}}} elektromos erőtér által bezárt szög. 
Kiszámítása: {\displaystyle \mathrm {tg} \delta ={\frac {\Im e^{*}(\omega )}{\Re e^{*}(\omega )}},}
ahol {\displaystyle \varepsilon ^{*}(\omega )} a frekvenciafüggő komplex permittivitás (dielektromos állandó),  {\displaystyle \varepsilon ^{*}(\omega )=\varepsilon '(\omega )+i\varepsilon ''(\omega )}.  Itt az {\displaystyle \varepsilon '} a valós rész ({\displaystyle \Re \varepsilon ^{*}=\varepsilon '}) ami az adott anyag dielektromos tulajdonságát, míg az {\displaystyle \varepsilon ''} képzetes rész ({\displaystyle \Im \varepsilon ^{*}=\varepsilon ''}) az anyag elektromos vezetőképességét jellemzi, {\displaystyle i} az imaginárius egység és {\displaystyle \omega } a váltóáram körfrekvenciája.

### Átütési feszültség
Az átütési feszültség az a feszültség, aminél a dielektrikum vezetővé válik. Nagysága egyenesen arányos a dielektrikum vastagságával, mértékegysége a V/m. Gyakorlati okok miatt azonban sokszor a MV/cm mértékegységet használják.
Szilárd dielektrikumban a vezetővé válás egy visszafordíthatatlan folyamat. A folyékony és a gáz halmazállapotú dielektrikumokban a diffúzió révén helyreáll a szigetelőképesség, bár a kémiai reakciók termékei az anyagban maradnak.
Táblázat a dielektrikumok átütési feszültségéről. Az adatok MV/cm-ben értendők.
| paraffin           | 0                     |
| csillám            | 0,25 - 0,42           |
| üveg               | 0,4 - 1,4             |
| porcelán           | 0,1 - 0,4             |
| speciális kerámiák | 0,45                  |
| bárium-titanát     | > 0,0025              |
| víz                | 0,3                   |
| etil-alkohol       |                       |
| petróleum          |                       |
| levegő             | > 0,025 (nyomásfüggő) |
| neoprén            | 0                     |
| papír              | 0,025 - 0,04          |
| kvarc              | 0,4 - 0,6             |
| stroncium-titanát  |                       |
| réz-oxid           |                       |
| titán-dioxid       | 1 - 2                 |
| CaTiO3             | ~                     |
| (SrBi)TiO3         | ~                     |
| benzol             | 1,6                   |
| nitrobenzol        | 0                     |
| hidrogén           |                       |
| kén-dioxid         |                       |